# Roland (Arkansas)
Roland es un lugar designado por el censo ubicado en el condado de Pulaski en el estado estadounidense de Arkansas. En el Censo de 2010 tenía una población de 746 habitantes y una densidad poblacional de 32,23 personas por km².

## Geografía
Roland se encuentra ubicado en las coordenadas 34°54′8″N 92°31′3″O / 34.90222, -92.51750. Según la Oficina del Censo de los Estados Unidos, Roland tiene una superficie total de 23.15 km², de la cual 20.87 km² corresponden a tierra firme y (9.83%) 2.28 km² es agua.

## Demografía
Según el censo de 2010, había 746 personas residiendo en Roland. La densidad de población era de 32,23 hab./km². De los 746 habitantes, Roland estaba compuesto por el 89.95% blancos, el 7.24% eran afroamericanos, el 0.8% eran amerindios, el 0.27% eran asiáticos, el 0.13% eran isleños del Pacífico, el 0.13% eran de otras razas y el 1.47% pertenecían a dos o más razas. Del total de la población el 3.08% eran hispanos o latinos de cualquier raza.